# La forza del passato
La forza del passato è un film del 2002 diretto da Piergiorgio Gay, tratto dall'omonimo romanzo di Sandro Veronesi.
Questo film è riconosciuto come d'interesse culturale nazionale dalla Direzione generale Cinema e audiovisivo del Ministero per i beni e le attività culturali e per il turismo italiano, in base alla delibera ministeriale del 23 ottobre 2001.